# Сфенозухії
Сфенозухії (Sphenosuchia) — група примітивних вимерлих наземних крокодилів, які вперше з'явилися у верхньому тріасі й траплялися до пізньої юри. Більшість з них були ґрацильними тваринами невеликих розмірів, що мали перпендикулярне положення кінцівок стосовно землі. За походженням найбільш близькі до текодонтів.

## Загальні морфологічні особливості
Сфенозухії вважаються примітивнішими представниками ряду Crocodylia, ніж інші зараховувані до цієї групи тварини. Вони відрізняються своїм надзвичайно легким скелетом і ймовірно бігальним способом пересування, особливо рід Terrestrisuchus, але саме ці ознаки, імовірно, успадковані від текодонтів, можуть свідчити про примітивність сфенозухій.
Підряд представляють невеликі форми розміром до 2 м, що мали черепи з порівняно короткою мордою і невеликим преорбітальним вікном, а також з добре розвиненою, як і в інших крокодилів, системою повітряних синусів, пов'язаних з порожниною середнього вуха. Коракоїд має постеровентральний відросток.

## Спосіб пересування

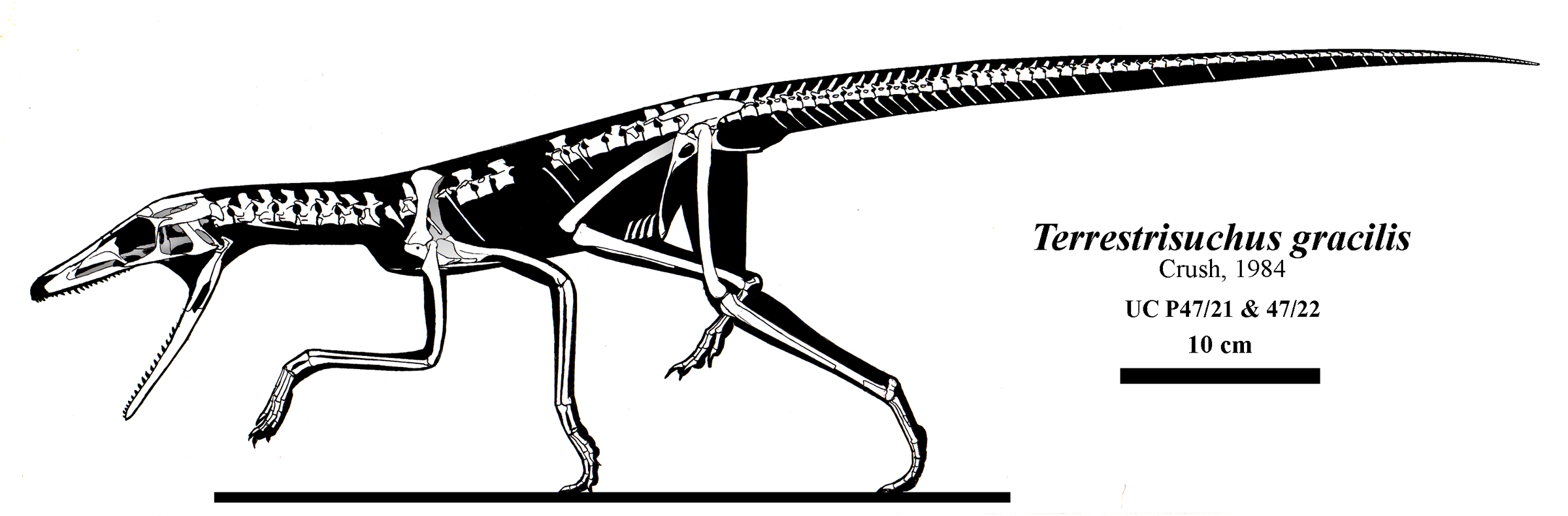
Скелет англійської верхньотріасової сфенозухії Terrestrisuchus gracilis

Деякі сфенозухіі, можливо, були квадрупедальними, як, наприклад, середньотріасовий аргентинський Pseudhesperosuchus, що мав преорбітальне вікно, незвично велике для сфенозухів. Інші ж види, такі, як Gracillosuchus, що походить із середнього тріасу Південної Америки та трохи більший Terrestrisuchus з верхнього тріасу Англії, розміром до 0,5 м, були, мабуть, здатні до біпедального пересування.

## Найбільш вивчені роди

### Gracilisuchus
Цей рід, представники якого мешкали в Південній Америці в середньому тріасі — один з найдавніших в підряді. В 1970-х він належав до орнітозухідів, зокрема, в роботах американського палеонтолога Альфреда Ромера, однак в 1981 Бринкман показав, що Gracilisuchus відрізняється від усіх представників вищезгаданої родини будовою заплесна та щокової області, й припустив його спорідненість з Sphenosuchus та іншими родами підряду Sphenosuchia.
За більшістю ознак скелета Gracilisuchus нагадує текодонтів. Заплесно нормального крокодилового типу, опукла латеральна поверхня таранної кістки заходить до заглибини п'яткової. П'ятий палець редукований, і проксимальний кінець п'ятої метатарсалії не зберігає примітивної гачкуватої конфігурації. Лобкові кістки довгі і, мабуть, не беруть участь в утворенні вертлюжної западини. Коракоїди короткі, преорбітальне вікно, як і в більшості текодонтів, велике та оточене широкою заглибиною.
Будова щокової області переконливо свідчить про спорідненість з крокодилами. Дорсальний кінець квадратної кістки загнутий вперед, і над ним нависає широкий край лускової кістки. Тім'яні кістки ззаду зливаються.
Дермальний панцир розташовується уздовж всього хребта. На один сегмент припадають приблизно дві його пластинки. Елементи двох рядів зубчасто з'єднані за середньою лінією. Шийні ребра дуже схожі на такі у сучасних крокодилів: вони мають дві чітко розділені голівки та короткий, спрямований назад стрижень, що перекривається спереду кінцем попереднього ребра. Шийних хребців сім, наступний за ними несе ребра проміжної будови.
Незважаючи на ряд схожих з крокодилами ознак у будові черепа, більшість особливостей скелета пов'язує Gracilisuchus з текодонтами, проте представників цього роду не можна поставити до жодної з відомих родин цієї групи.

### Sphenosuchus

Череп крокодила Sphenosuchus acutus, латеральна та дорсальна проєкції

Представники роду виявлені в 1960-і роки в нижньоюрських покладах Південної Африки.
Череп Sphenosuchus — низький з подовженою мордою, більш близький до т.зв. «крокодилового» типу. Квадратна та квадратно-вилична кістки нахилені вперед, а преорбітальне вікно редуковано. Череп акінетичний, передньолобні кістки протягаються вентрально, з'єднуючись з піднебінними. Тім'яні кістки з'єднуються позаду, в той час як заочноямкові і задньолобні не зливаються. Спостерігається крокодилоїдна пневматизація потиличної області, завитка внутрішнього вуха подовжується. Як і у пізніших крокодилів, збоку клиноподібна кістка утворює бічну стінку мозкової коробки спереду від передньовушної кістки.
Примітивні в порівнянні з пізнішими крокодилами риси будови черепа проявляються у відсутності зв'язків між бічною стінкою мозкової коробки і квадратною кісткою. Остання досягає передньовушної кістки спереду від задньовушної. Верхні скроневі отвори довгі. Піднебіння, мабуть, відкрите, як у текодонтів, хоча внутрішні ніздрі зсунуті назад, а верхньощелепні кістки утворюють спереду від них коротке вторинне піднебіння.
За довжиною коракоїда посткраніальний скелет наближається до еволюційного рівня пізніших крокодилів, але ключиця зберігається. Довга, спрямована вперед лобкова кістка майже не бере участь в утворенні вертлюжної западини, проколеної у спорідненої форми Terrestrisuchus. Як і у сучасних родів, зап'ясток подовжений.
Таким чином, Sphenosuchus істотно відрізняється від текодонтних псевдозухій будовою квадратної області черепа, для якої характерно дуже високе бічне скроневе вікно, і має деякі принципові схожості з птахами — за будовою мозкової коробки, піднебіння та системи повітряних черепних синусів, що дозволило англійському палеонтологові А. Уокеру в 1972 році висунути гіпотезу про сфенозухій як про найближчих предкових родичів птахів. Згодом, однак, гіпотеза була визнана неспроможною.

### Hesperosuchus

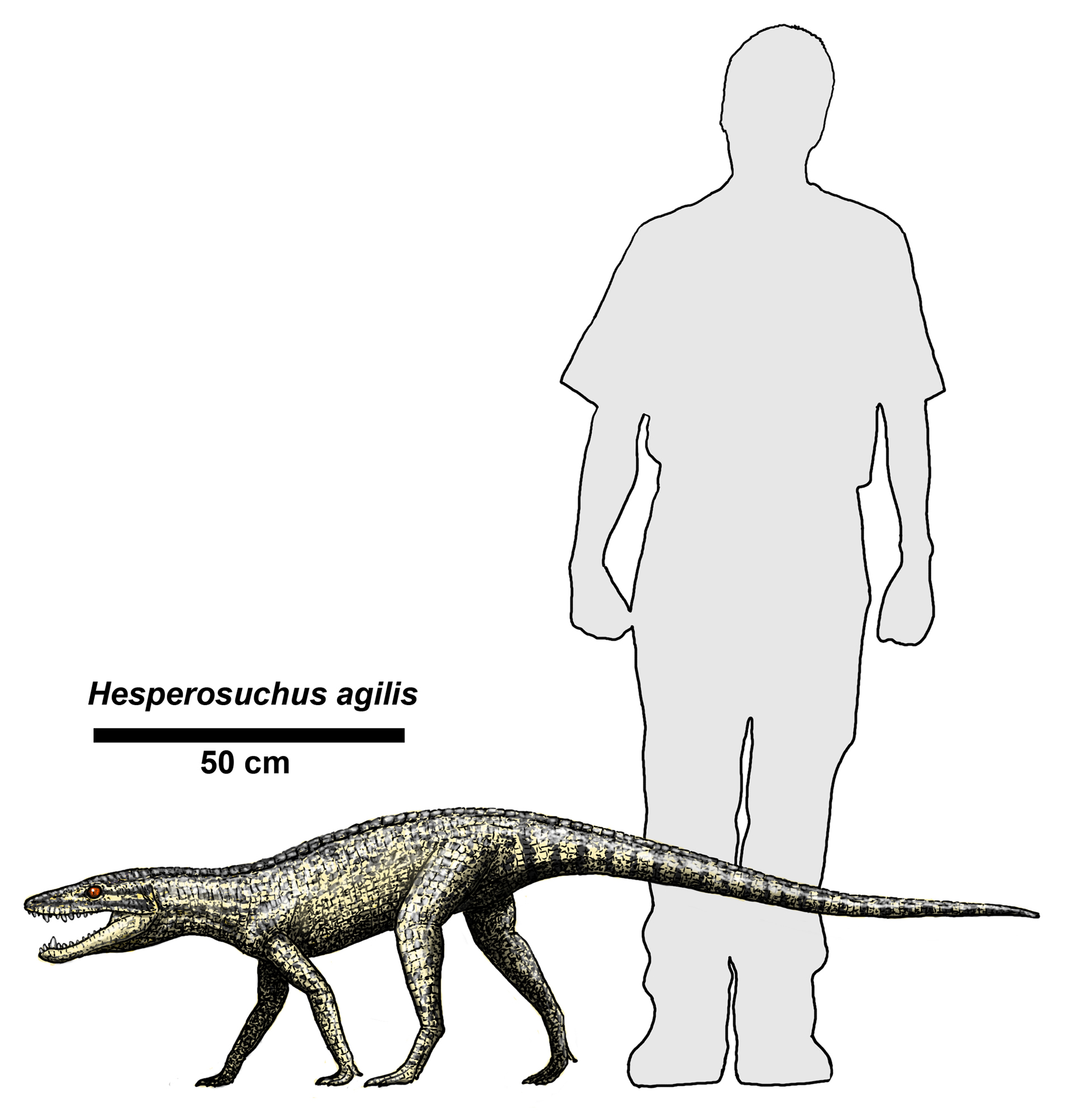
Бронзова скульптура Hesperosuchus

Цю пізньотріасову сфенозухію з Нью-Мексико було переописано в 1993 році. Hesperosuchus, так само, як і Sphenosuchus, мав подовжений передній відросток квадратно-виличної кістки, що простягається всередину від заднього відростка виличної кістки до основи заочноямкового відростка останньої. При цьому вищезгаданий відросток немов перетинає нижнє скроневе вікно; біля заднього краю останнього у ділянці щелепного зчленування вилична, квадратно-вилична і квадратна кістки сходяться одна з одною. Ікла диференційовані слабко.